# Nomada limassolica
Nomada limassolica är en biart som beskrevs av Mavromoustakis 1955. Nomada limassolica ingår i släktet gökbin, och familjen långtungebin. Inga underarter finns listade i Catalogue of Life.